# Communauté de communes du Sancerrois
Die Communauté de communes du Sancerrois ist ein ehemaliger französischer Gemeindeverband mit der Rechtsform einer Communauté de communes im Département Cher in der Region Centre-Val de Loire. Sie wurde am 17. Dezember 2010 gegründet und umfasste 17 Gemeinden. Der Verwaltungssitz befand sich im Ort Sancerre.

## Historische Entwicklung
Mit Wirkung vom 1. Januar 2017 fusionierte der Gemeindeverband mit
- Communauté de communes Haut Berry Val de Loire sowie
- Communauté de communes Cœur du Pays Fort

und bildete so die Nachfolgeorganisation Communauté de communes Pays Fort Sancerrois Val de Loire.

## Ehemalige Mitgliedsgemeinden
1. Bué
2. Couargues
3. Crézancy-en-Sancerre
4. Feux
5. Gardefort
6. Jalognes
7. Menetou-Râtel
8. Ménétréol-sous-Sancerre
9. Saint-Bouize
10. Saint-Satur
11. Sancerre
12. Sens-Beaujeu
13. Sury-en-Vaux
14. Thauvenay
15. Veaugues
16. Verdigny
17. Vinon